# Gekkan Shōnen Sirius
Gekkan Shōnen Sirius (月刊少年シリウス Gekkan Shōnen Shiriusu?), también conocida como Monthly Shōnen Sirius, es una revista japonesa de manga shōnen publicada por Kodansha, y su primera aparición fue en mayo de 2005. Se emite en su versión encuadernada y se vende por 580 yenes.

## Series publicadas enGekkan Shōnen Sirius
| Title                                                           | Autor / Artista                                     | Estatus                              |
| --------------------------------------------------------------- | --------------------------------------------------- | ------------------------------------ |
| Princess Resurrection                                           | Yasunori Mitsunaga                                  | Julio 2005 - Febrero 2013            |
| Yozakura Quartet                                                | Suzuhito Yasuda                                     | Enero 2006 – En publicación          |
| Aventura                                                        | Shin Midorikawa                                     | 2005 - En publicación                |
| Dragon Eye                                                      | Kairi Fujiyama                                      | 2005 - En publicación                |
| Shiki Tsukai                                                    | To-Ro Zekuu (historia) & Takanagi Yuna (dibujo)     |                                      |
| Haridama Magic Cram School                                      | Atsushi Suzumi                                      | 2005 (completa)                      |
| Tytania                                                         | Gantetsu                                            | 26 de marzo, 2008 – en publicación   |
| Maid Senki (Maid War Chronicle)                                 | Ran                                                 |                                      |
| Amefurashi                                                      | Atsushi Suzumi                                      | 2006 – 2007                          |
| Alto                                                            | Koio Minato                                         |                                      |
| Juuhime--Sincerely Night                                        | Madoka Takadono (historia) & Kei Ichimonji (dibujo) |                                      |
| XBlade                                                          | Tatsuhiko Ida (historia) & Satoshi Shiki (dibujo)   |                                      |
| Necromancer                                                     | Shina Soga                                          |                                      |
| Pochitto!                                                       | Koushi Ichiba                                       |                                      |
| Shōkoku no Altair                                               | Kotono Katō                                         | 26 de julio de 2007 - en publicación |
| Ponkotsu Fuukiin to Skaato take ga Futekisetsu na JK no Hanashi | Takuma Yokota                                       | 2019 - En publicación                |
| Tensei Shitara Slime Datta Ken                                  | Fuse & Taiki Kawakami                               | 26 de marzo de 2015 - en publicación |